# Eugénia Maurícia de Almeida Portugal, Duquesa de Ficalho
Eugénia Maurícia Tomásia de Almeida Portugal (1784-1859), aristocrata portuguesa casada com o segundo conde de Ficalho, morto na Batalha de Arapiles (1812), mãe de quatro filhos empenhados nas fileiras liberais, foi encarcerada pelo governo de D. Miguel I, no Convento de Carnide.
Após a reposição da ordem constitucional, foi elevada a marquesa em 1833 e a duquesa em 1836. Foi camareira-mor de D. Maria II.
Faleceu na sua residência da Rua do Carvalho, freguesia das Mercês, Lisboa, de ataque cardíaco, aos 74 anos. Foi sepultada em jazigo no Cemitério dos Prazeres.